# Mulvane
Mulvane és una població dels Estats Units a l'estat de Kansas. Segons el cens del 2000 tenia 5.155 habitants.

## Demografia
Segons el cens del 2000, Mulvane tenia 5.155 habitants, 1.896 habitatges, i 1.444 famílies. La densitat de població era de 873 habitants/km².
Dels 1.896 habitatges en un 41% hi vivien nens de menys de 18 anys, en un 63% hi vivien parelles casades, en un 9,3% dones solteres, i en un 23,8% no eren unitats familiars. En el 21% dels habitatges hi vivien persones soles el 9,1% de les quals corresponia a persones de 65 anys o més que vivien soles. El nombre mitjà de persones vivint en cada habitatge era de 2,69 i el nombre mitjà de persones que vivien en cada família era de 3,14.
Per edats la població es repartia de la següent manera: un 30,4% tenia menys de 18 anys, un 8,4% entre 18 i 24, un 28,8% entre 25 i 44, un 20,7% de 45 a 60 i un 11,7% 65 anys o més.
L'edat mediana era de 34 anys. Per cada 100 dones de 18 o més anys hi havia 89,8 homes.
La renda mediana per habitatge era de 46.923 $ i la renda mediana per família de 56.285 $. Els homes tenien una renda mediana de 39.732 $ mentre que les dones 26.797 $. La renda per capita de la població era de 19.523 $. Entorn del 2,1% de les famílies i el 3,4% de la població estaven per davall del llindar de pobresa.

## Poblacions més properes
El següent diagrama mostra les poblacions més properes.